# Merville-Franceville-Plage
Pour les articles homonymes, voir Merville et Franceville.
Merville-Franceville-Plage  est une commune française située dans le département du Calvados et la région Normandie, peuplée de 2 222 habitants.

## Géographie

### Localisation
Merville-Franceville-Plage, plus communément appelée Franceville, se situe sur la Côte Fleurie à 6 km de Cabourg et à 14 km de Caen, sur la rive droite de la baie de l'Orne par 49° 16′ 59″ N, 0° 12′ 04″ O.
Situé aux confins de la plaine de Caen et du pays d'Auge, l'arrière-pays, dévolu à l'agriculture, se partage entre riches pâturages et cultures céréalières.
Le 1er janvier 2017, la commune passe de l'arrondissement de Caen à celui de Lisieux

### Hydrographie
La commune est située dans le bassin Seine-Normandie. Elle est drainée par le ruisseau Flet de Graye, le Douet de la Lande, le ruisseau Grand Flet du Magny et le Douet des Banques,,.

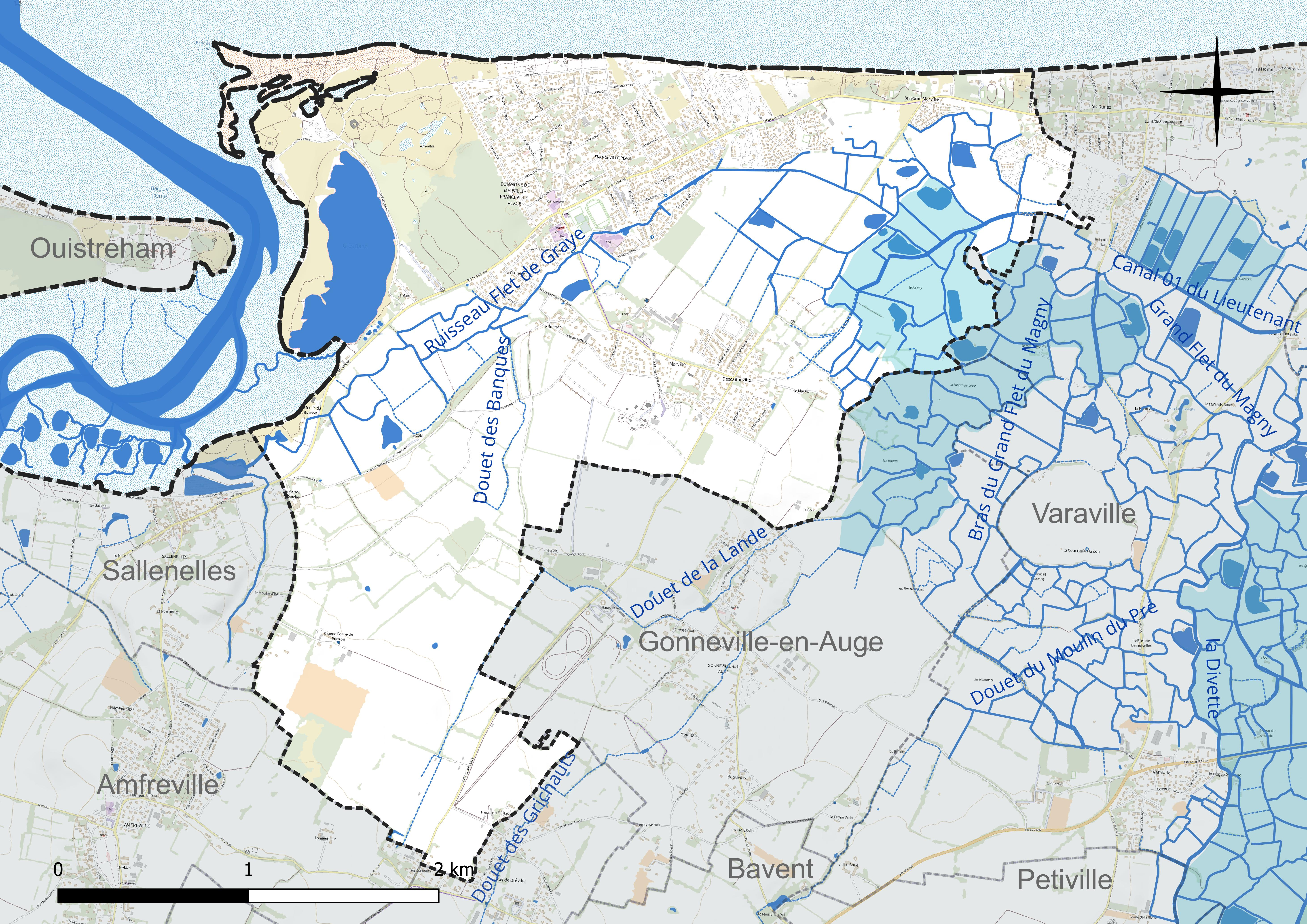
Réseau hydrographique de Merville-Franceville-Plage.

### Climat
Pour des articles plus généraux, voir Climat de la Normandie et Climat du Calvados.
En 2010, le climat de la commune est de type climat océanique altéré, selon une étude du CNRS s'appuyant sur une série de données couvrant la période 1971-2000. En 2020, Météo-France publie une typologie des climats de la France métropolitaine dans laquelle la commune est exposée à un climat océanique et est dans la région climatique  Normandie (Cotentin, Orne), caractérisée par une pluviométrie relativement élevée (850 mm/a) et un été frais (15,5 °C) et venté. Parallèlement le GIEC normand, un groupe régional d'experts sur le climat, différencie quant à lui, dans une étude de 2020, trois grands types de climats pour la région Normandie, nuancés à une échelle plus fine par les facteurs géographiques locaux. La commune est, selon ce zonage, exposée à un « climat des plateaux abrités », correspondant à la plaine agricole de Caen à Falaise, sous le vent des collines de Normandie et proche de la mer, se caractérisant par une pluviométrie et des contraintes thermiques modérées.
Pour la période 1971-2000, la température annuelle moyenne est de 10,8 °C, avec  une amplitude thermique annuelle de 11,9 °C. Le cumul annuel moyen de précipitations est de 668 mm, avec 11,3 jours de précipitations en janvier et 7,2 jours en juillet. Pour la période 1991-2020, la température moyenne annuelle observée sur la station météorologique la plus proche, située sur la commune de Sallenelles à 2 km à vol d'oiseau, est de 11,8 °C et le cumul annuel moyen de précipitations est de 735,8 mm,. Pour l'avenir, les paramètres climatiques de la commune estimés pour 2050 selon différents scénarios d'émission de gaz à effet de serre sont consultables sur un site dédié publié par Météo-France en novembre 2022.

## Urbanisme

### Typologie
Au 1er janvier 2024, Merville-Franceville-Plage est catégorisée bourg rural, selon la nouvelle grille communale de densité à 7 niveaux définie par l'Insee en 2022.
Elle appartient à l'unité urbaine de Dives-sur-Mer, une agglomération intra-départementale dont elle est une commune de la banlieue,. Par ailleurs la commune fait partie de l'aire d'attraction de Caen, dont elle est une commune de la couronne,. Cette aire, qui regroupe 296 communes, est catégorisée dans les aires de 200 000 à moins de 700 000 habitants,.
La commune, bordée par la baie de Seine, est également une commune littorale au sens de la loi du 3 janvier 1986, dite loi littoral. Des dispositions spécifiques d'urbanisme s'y appliquent dès lors afin de préserver les espaces naturels, les sites, les paysages et l'équilibre écologique du littoral, tel le principe d'inconstructibilité, en dehors des espaces urbanisés, sur la bande littorale des 100 mètres, ou plus si le plan local d'urbanisme le prévoit.

### Occupation des sols
L'occupation des sols de la commune, telle qu'elle ressort de la base de données européenne d'occupation biophysique des sols Corine Land Cover (CLC), est marquée par l'importance des territoires agricoles (60,4 % en 2018), en diminution par rapport à 1990 (61,7 %). La répartition détaillée en 2018 est la suivante : 
prairies (42,5 %), terres arables (17,9 %), zones urbanisées (17,8 %), milieux à végétation arbustive et/ou herbacée (6,9 %), zones humides côtières (5,3 %), espaces verts artificialisés, non agricoles (3,8 %), forêts (3,2 %), eaux maritimes (1,5 %), espaces ouverts, sans ou avec peu de végétation (1,1 %). L'évolution de l'occupation des sols de la commune et de ses infrastructures peut être observée sur les différentes représentations cartographiques du territoire : la carte de Cassini (XVIIIe siècle), la carte d'état-major (1820-1866) et les cartes ou photos aériennes de l'IGN pour la période actuelle (1950 à aujourd'hui).

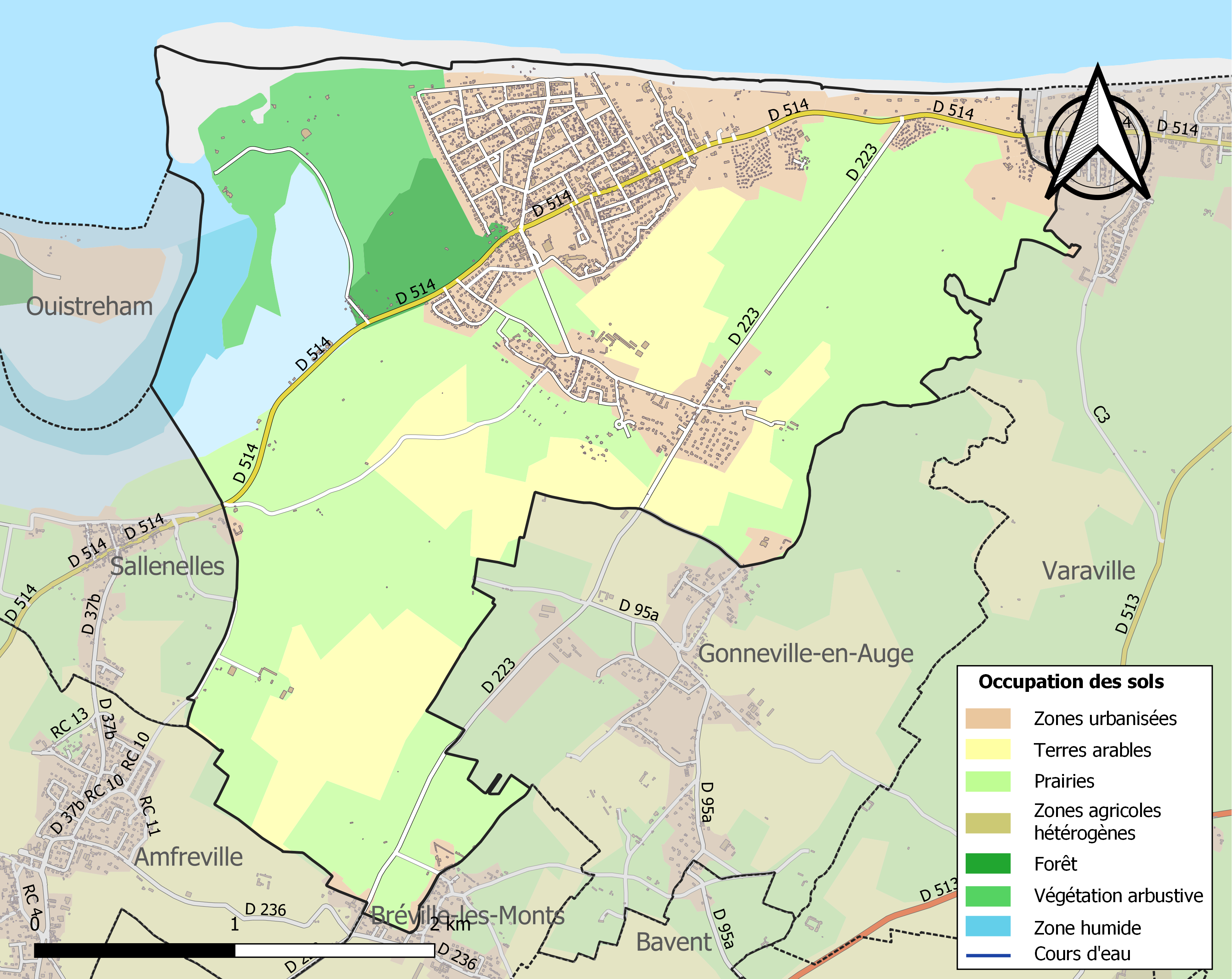
Carte des infrastructures et de l'occupation des sols de la commune en 2018 (CLC).

## Toponymie
En 1078, la paroisse de Matervilla est mentionnée pour la première fois dans le cartulaire de la Trinité de Caen,, Matervilla en 1087, Matrevilla dans un cartulaire de l'abbaye aux Hommes  en 1161,, Merrevilla en 1268, puis Merravilla en 1278, et enfin Merville.
Il s'agit d'une formation toponymique médiévale en -ville au sens ancien de « domaine rural »,. Dans la plupart des cas, elle est composée avec un anthroponyme germanique continental, [anglo-]saxon ou norrois. Dans ce cas précis, Mer- (< Mater-) représente le nom de personne germanique Mather,, d'où le sens global de « domaine de Mather »
En 1898, un lotissement de bord de mer voit le jour, créé par l'architecte Joseph Edouard Wattier originaire de Montfermeil et prend, en référence aux lotissements de Montfermeil, le nom de Franceville.
La commune prend le nom de Merville-Franceville-Plage en 1931, par décret présidentiel du président Gaston Doumergue du 11 février 1931.
Le gentilé est Mervillais-Francevillais.

## Histoire
Comme on peut l'imaginer, l'estuaire de l'Orne a servi de tout temps à la pêche, mais il n'a pas eu la même vocation maritime que celui de la Dives, à cause du cours changeant du fleuve et des bancs de sable qui bougent sans cesse.
En 1467, après la guerre de Cent Ans, le château est ruiné par l'armée des Bretons.
Des marais salants ont existé de l'Antiquité jusqu'au XIVe siècle sur la côte, mais ils disparurent à la suite de l'instauration de la gabelle. Au XVIIIe siècle, face aux tensions avec l'Angleterre, une redoute est édifiée à Merville par Vauban.
Sous la Révolution, le nom est fixé en Merville. Au XIXe siècle, le territoire de Merville s'accroît, en absorbant la petite commune du Buisson.

### La station balnéaire

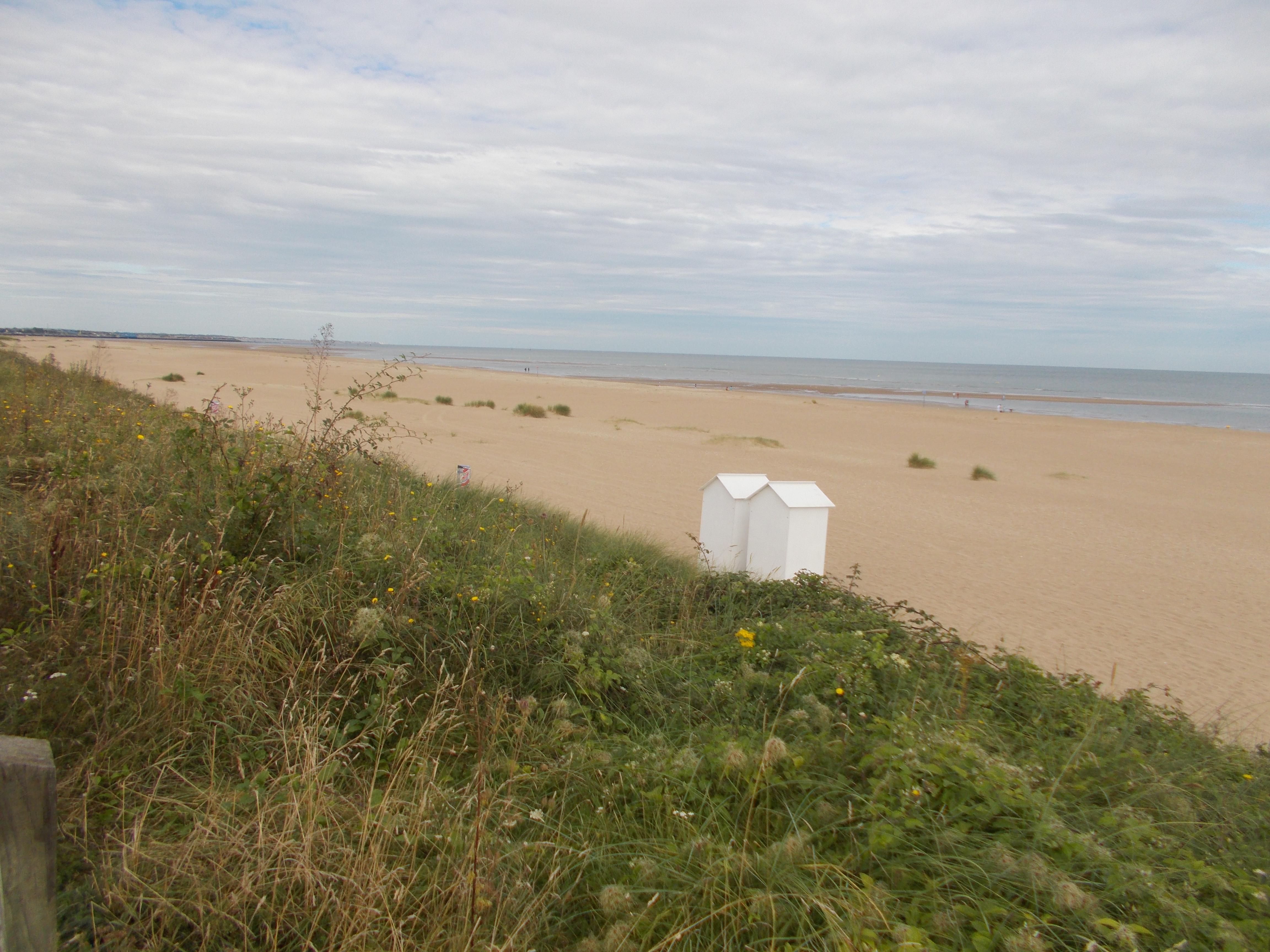
Plage.

À partir de 1881, la commune voit les premiers commerces se développer : débit de tabac et boissons, hôtel. Mais c'est le 13 août 1888 que le conseil municipal vote une délibération pour la construction du Decauville, « considérant qu'on ne peut méconnaître qu'une ligne de tramway doit contribuer au développement de la station balnéaire, et par la suite à l'augmentation du centime communal ».
Le 5 décembre 1898, un lotissement privé portant le nom de Franceville-Plage est créé sur la partie littorale de la commune par l'architecte originaire de Montfermeil Joseph Edouard Wattier ; il cherche à attirer sur la côte une population aisée parisienne. La station balnéaire est née. Le 15 juillet 1892, une ligne des Chemins de fer du Calvados est mise en service reliant Dives-sur-Mer à Sallenelles. Cette ligne de voie ferrée d'intérêt local à voie étroite relie les stations balnéaires de la côte à Caen. L'année suivante, en 1893, elle est prolongée jusqu'à Caen. Une gare est inaugurée le 5 août 1923 à Franceville. Ce bâtiment voyageur, plus imposant que les autres du réseau, est encore visible au no 6, route de Cabourg. La ligne, peu rentable et peu sûre, est remplacée par un service de cars, en 1932.
Le lotissement de Franceville est mis en vente, par souscription, à partir du 1er juillet 1898, les premiers terrains sont livrés le 1er avril 1899. Les premiers acquéreurs sont essentiellement parisiens. On compte en 1911 123 propriétés dans le lotissement, 147 en 1920 et 444 à la veille de la Seconde Guerre mondiale.
En 1927, le conseil municipal demande par deux fois que la commune soit reconnue comme « station balnéaire » ou « station climatique ». Le 30 septembre 1930, le conseil municipal « considérant que la station balnéaire de Franceville-Plage, située sur le territoire de Merville prend une extension de plus en plus grande et que dans l'intérêt de l'acheminement des correspondances destinées à Franceville sur lesquelles on omet souvent de mettre « Merville », il y a lieu d'ajouter ce nom à celui de la commune ».

### Seconde Guerre mondiale

#### Fortification de la côte dans le cadre du «mur de l'Atlantique»
L'occupation allemande laissa des traces : 
- les pins furent abattus pour équiper les plages en « asperges de Rommel » ;
- des blockhaus surgirent sur le littoral ;
- les Allemands y construisent la batterie de Merville à partir d'août 1942 ;
- de nombreuses villas furent rasées afin de permettre à l'occupant allemand d'avoir une vue dégagée sur la Manche[28] et aussi de ne pas gêner les tirs de défense.

#### Combats

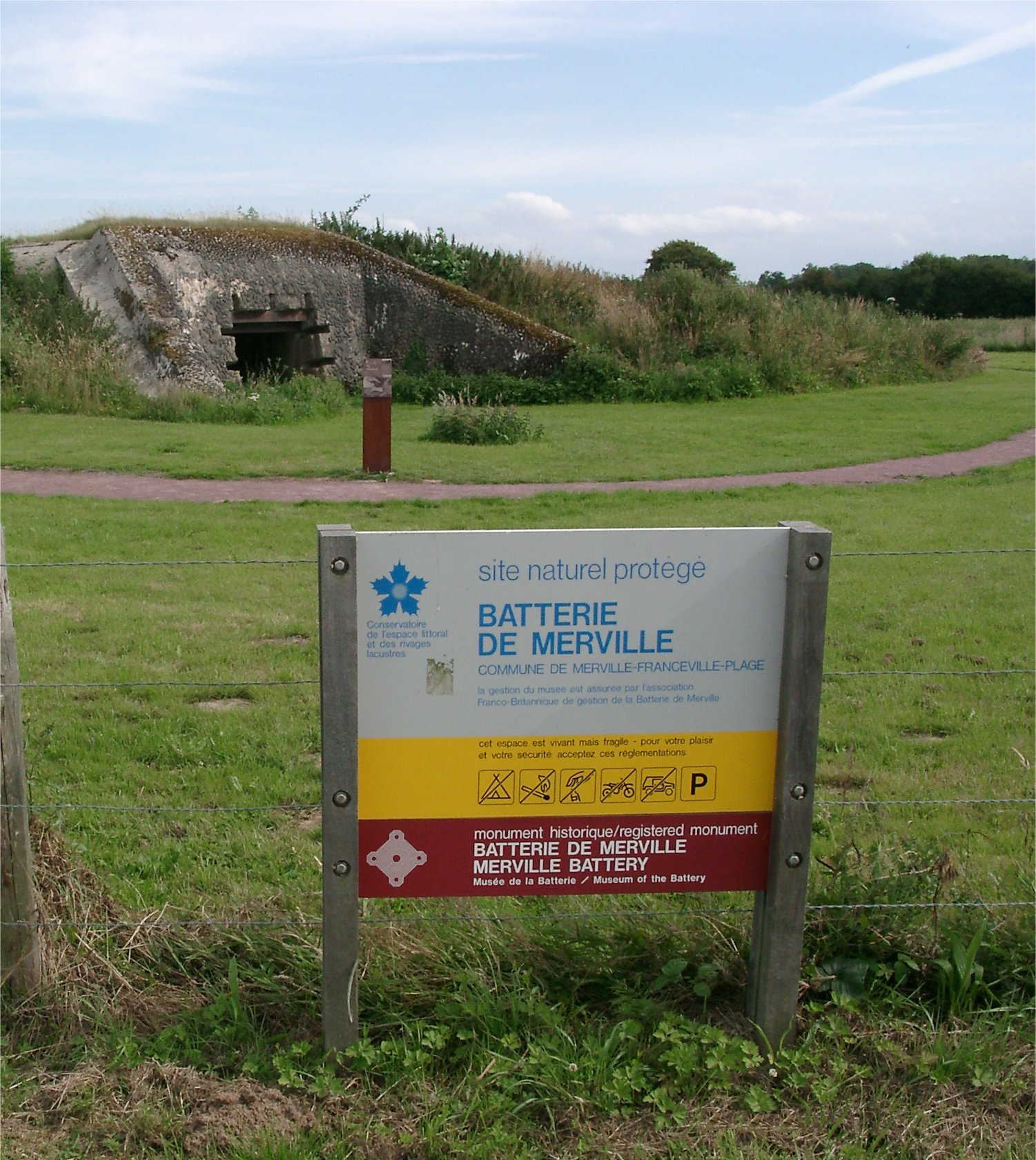
Casemate de la batterie de Merville.

La bataille de la batterie de Merville a lieu dans la nuit du 5 au 6 juin 1944. Le 9e bataillon de parachutistes britannique (Eastern and Home Counties), composé de 750 hommes, appartenant à la 6e division aéroportée britannique, et commandé par le lieutenant-colonel Terence Otway, eut pour mission prioritaire d'attaquer la batterie de Merville, qui comptait quatre canons de 150 mm pouvant prendre dans leur feu l'embouchure de l'Orne et la zone de débarquement de Sword Beach. La prise de la batterie faisait partie des objectifs prioritaires et vitaux désignés par le haut commandement allié pour assurer la réussite du débarquement. La majeure partie des 750 hommes du 9e bataillon britannique fut piégée dans les marais de Varaville, inondés sur ordre de Rommel. Avec seulement 150 parachutistes, dépourvu de matériel lourd et de moyens de communication, Otway engagea cependant l'assaut à 4 h 30 du matin et neutralisa la batterie, découvrant au passage que les prétendus canons de 150 mm étaient en réalité des canons Skodas de 100 mm. Au cours de cette attaque, Otway perdit encore environ la moitié de ses hommes. Les pertes allemandes furent encore plus lourdes avec, à la fin des combats, seulement 22 soldats valides sur les 130 soldats de la batterie[réf. nécessaire]. Cette action, qualifiée « d'inimaginable assaut », restera l'une des plus héroïques du jour J. La plupart des maisons de la station furent détruites ou sévèrement endommagées lors du débarquement qui suivit.
Comme toutes les villes côtières françaises, la station retrouva un essor dans l'après-guerre.

## Politique et administration

### Liste des maires
| Période                                  | Période   | Identité                      | Étiquette | Qualité |
| ---------------------------------------- | --------- | ----------------------------- | --------- | --- |
| 1880                                     | 1884      | Emélidor Morand               |           | |
| 1884                                     | 1900      | Émile Andrieu                 |           | |
| 1900                                     | 1901      | Georges Grenier               |           | |
| 1901                                     | 1924      | Léonce Cornet                 |           | |
| 1924                                     | 1929      | Gaston Dechaufour             |           | |
| 1929                                     | 1953      | Alexandre de Lavergne         |           | |
| 1953                                     | mars 1965 | Anthony Lenègre               |           | |
| mars 1965                                | mars 1971 | Jean Marcel Pain              |           | |
| mars 1971                                | mars 1983 | Charles Levasseur (1923-2018) | DVG       | Entrepreneur de travaux publics, maire honoraire |
| mars 1983                                | mars 1989 | Édouard Rossignol             | SE        | Ancien diplomate |
| mars 1989                                | En cours  | Olivier Paz                   | UMP-LR    | Gérant de société Président de la CC Campagne et Baie de l'Orne (2008 → 2011 et 2014 → 2016) Président de la CC Normandie-Cabourg-Pays d'Auge (2017 → ) |
| Les données manquantes sont à compléter. |           |                               |           | |

### Jumelages
La commune est jumelée avec :
- Heringsdorf (Allemagne).

## Population et société

### Démographie
L'évolution du nombre d'habitants est connue à travers les recensements de la population effectués dans la commune depuis 1793. Pour les communes de moins de 10 000 habitants, une enquête de recensement portant sur toute la population est réalisée tous les cinq ans, les populations de référence des années intermédiaires étant quant à elles estimées par interpolation ou extrapolation. Pour la commune, le premier recensement exhaustif entrant dans le cadre du nouveau dispositif a été réalisé en 2005.
En 2022, la commune comptait 2 222 habitants, en évolution de +1,88 % par rapport à 2016 (Calvados : +1,58 %, France hors Mayotte : +2,11 %).
| 1793 | 1800 | 1806 | 1821 | 1831 | 1841 | 1846 | 1851 | 1856 |
| ---- | ---- | ---- | ---- | ---- | ---- | ---- | ---- | ---- |
| 256  | 253  | 257  | 263  | 310  | 296  | 314  | 312  | 328  |

| 1861 | 1866 | 1872 | 1876 | 1881 | 1886 | 1891 | 1896 | 1901 |
| ---- | ---- | ---- | ---- | ---- | ---- | ---- | ---- | ---- |
| 291  | 305  | 312  | 273  | 268  | 259  | 234  | 248  | 263  |

| 1906 | 1911 | 1921 | 1926 | 1931 | 1936 | 1946 | 1954 | 1962 |
| ---- | ---- | ---- | ---- | ---- | ---- | ---- | ---- | ---- |
| 234  | 255  | 268  | 351  | 463  | 470  | 603  | 888  | 948  |

| 1968  | 1975  | 1982  | 1990  | 1999  | 2005  | 2006  | 2010  | 2015  |
| ----- | ----- | ----- | ----- | ----- | ----- | ----- | ----- | ----- |
| 1 046 | 1 184 | 1 309 | 1 317 | 1 521 | 1 748 | 1 740 | 2 109 | 2 184 |

| 2020  | 2022  | - | - | - | - | - | - | - |
| ----- | ----- | - | - | - | - | - | - | - |
| 2 195 | 2 222 | - | - | - | - | - | - | - |

### Manifestations culturelles et festivités
Créé en 2006, tous les deux ans en septembre se tient le festival Cidre et Dragon alliant le fantastique au médiéval, réunissant plus de 70 000 festivaliers. Après un interfestival en 2013, la manifestation devient annuelle à partir de 2014.

### Sports
- Merville-Franceville, par sa situation géographique et son climat, est notamment un haut-lieu du kite surf en Normandie.
- Merville-Franceville-Plage possède un terrain de football sur lequel évolue l'Étoile sportive amfrevillaise en U17. Il existe également un gymnase dans lequel joue le Merville-Franceville Basket et le Badminton Club Merville-Franceville Plage (BCMF) et qui abrite plusieurs courts de tennis dont un en terre battue.
- Le Badminton Club Merville-Franceville possède quatre équipes d'interclubs dont une qui évolue en Départementale 2 (BCMF1)[34]. À la suite du jumelage entre les communes d'Amfreville et de Brunehaut (Belgique), un échange sportif avec le club de badminton de Brunehaut et le celui de Merville-Franceville a été mis en place à partir de aout 2017[35].
- Une piscine couverte, située en bord de plage, propose des cours de natation entre juin et septembre.

## Énergie

Liens HVDC existants
En construction
En project

En 2020, la ligne sous-marine IFA-2 à haute tension est mise en service entre Bellengreville (lieu-dit Tourbe) et l'Angleterre. L'atterrage se fait à Merville-Franceville.

## Culture locale et patrimoine

### Lieux et monuments
- La batterie allemande de Merville, objectif important lors du débarquement allié le 6 juin 1944, fut conquise par le lieutenant-colonel Terence Otway et ses hommes. La batterie de Merville est classée monument historique depuis 2004. En 1976, le général Richard Gale et Françoise Gondrée, fondateurs de l'Aspeg « Musée de Pegasus Bridge & Batterie de Merville » ont entrepris les démarches de restauration des batteries. En 1978, un musée est réalisé dans la première casemate. Depuis lors, ce musée a connu un développement remarquable puisqu'il accueille aujourd'hui plus de 60 000 visiteurs annuellement.
- Un buste en bronze érigé sur le site de la batterie de Merville représente Terence Otway à l'époque du débarquement allié.
- La redoute de Merville, fortification édifiée selon les plans de Vauban en 1779, fut utilisée par l'armée française puis par les douanes avant de servir de lieu de garnison et d'observation à l'armée allemande pendant l'Occupation à partir de 1940. Inscrite au titre des monuments historiques depuis le 30 mars 1978[37], propriété du Conservatoire du littoral, la redoute de Merville est en cours de réhabilitation.
- L'église Saint-Germain des XIIe et XIXe siècles. On trouve un ancien cadran canonial sur le mur sud de l'église.
- La réserve ornithologique du Gros Blanc située dans l'estuaire de l'Orne[38]. L'espace protégé de 40 ha est interdit au public mais des observatoires sont accessibles sur le périmètre permettant d'admirer un très riche patrimoine ornithologique avec plus de 160 espèces recensées.
- L'ancienne station des Chemins de fer du Calvados. Une souscription auprès des habitants, ainsi qu'un emprunt effectué par la mairie permettent de construire un bâtiment de plus grande taille pour remplacer l'abri de style néo-normand original jugé trop modeste. Cette nouvelle gare est inaugurée en août 1923[39].
- Château de Merville, situé à peu de distance de l'église, il n'en subsiste qu'une tour. Il aurait été détruit, dans les années 1465-1468, lors d'une incursion bretonne en Normandie lors des affrontements entre Louis XI et le duc de Bretagne François II. Le seigneur du lieu, un Devaux, fut pendu ; il avait probablement voulu résister. Le manoir est incendié si l'on se réfère aux Les chroniques scandaleuses du roi Louis XI. À l'intérieur de la tour on peut voir les armes de la famille Devaux gravées sur un fronton de porte[40].

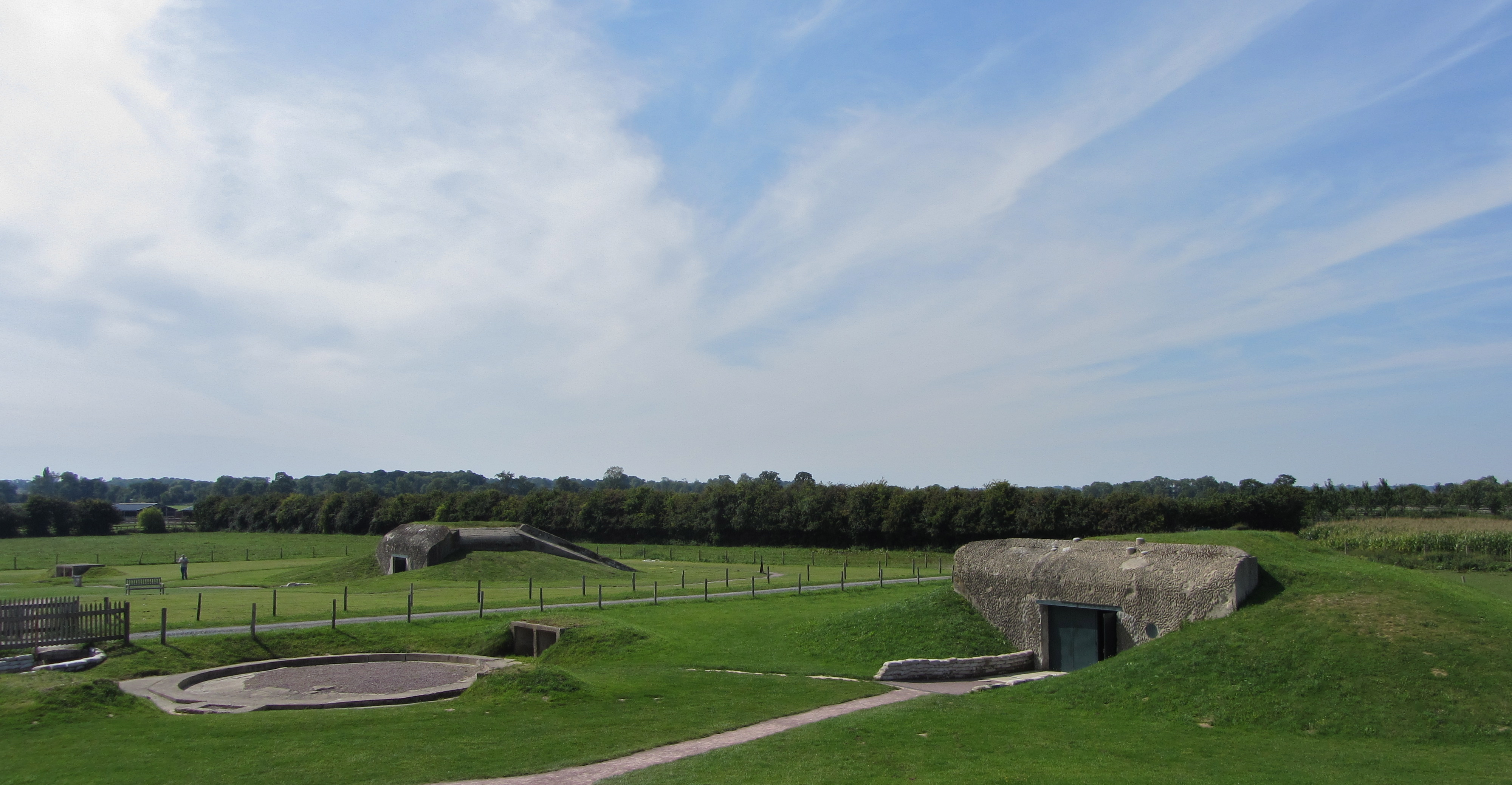
La batterie de Merville.
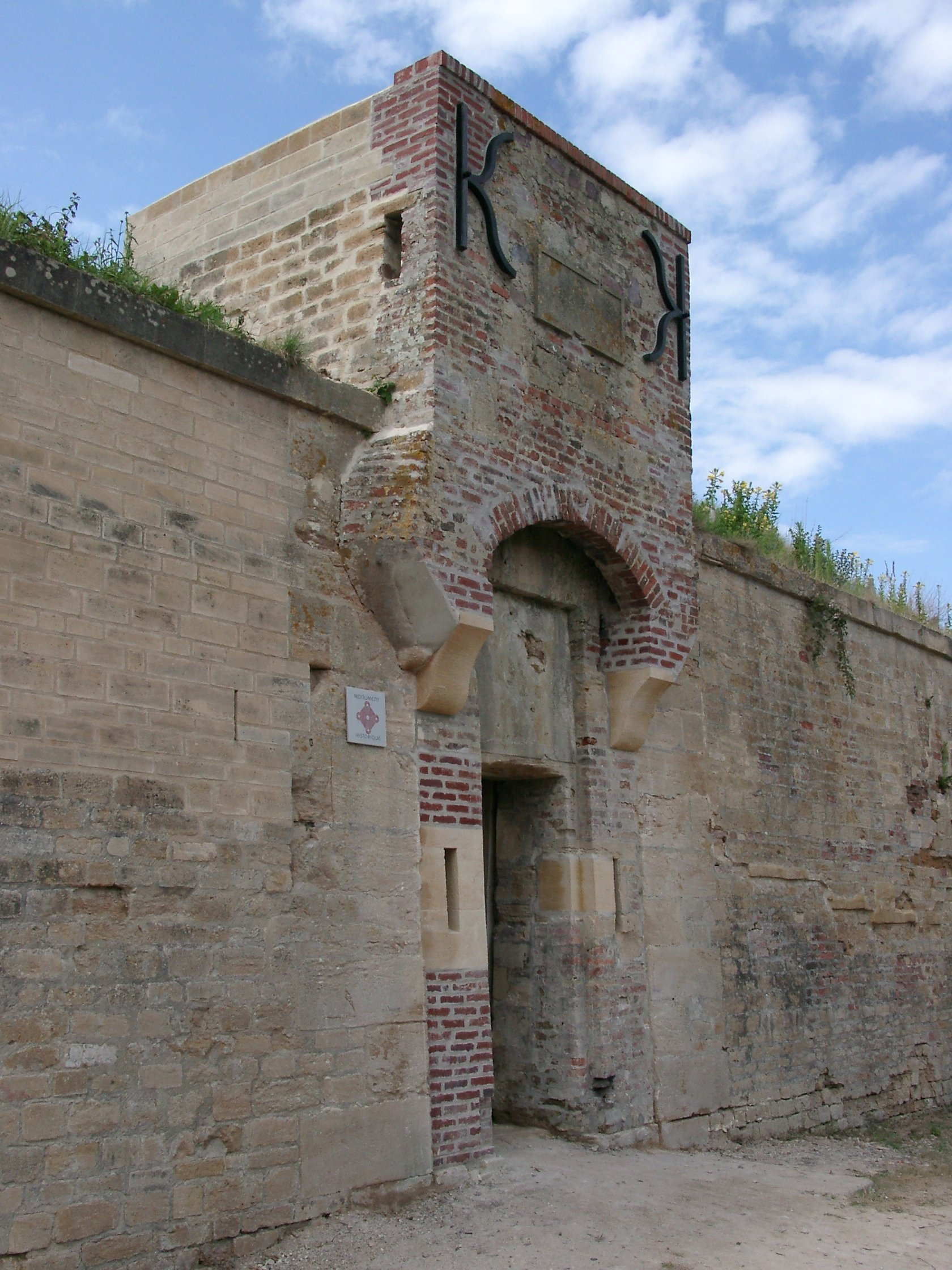
La redoute de Merville.
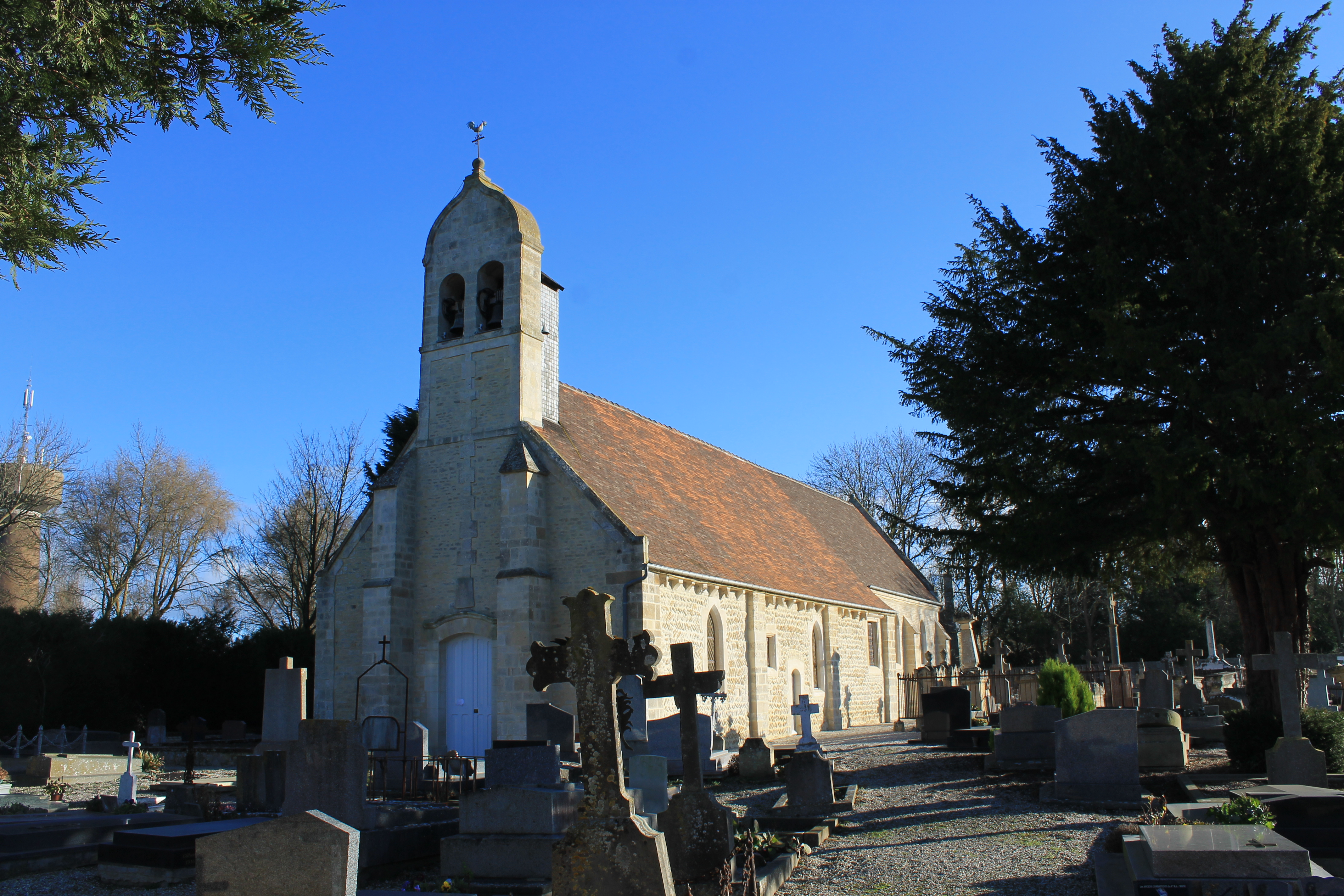
L'église Saint-Germain.
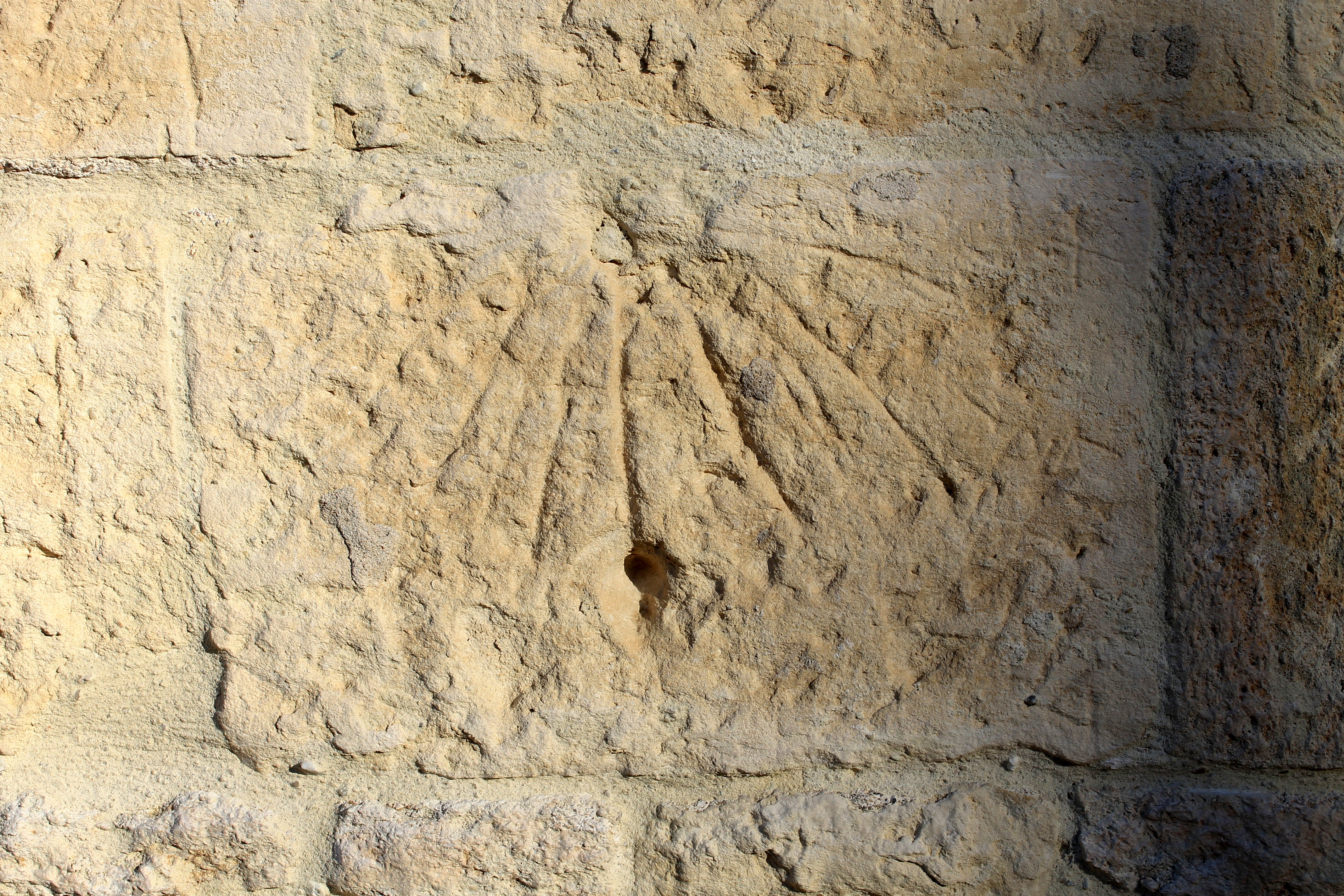
Le cadran canonial.
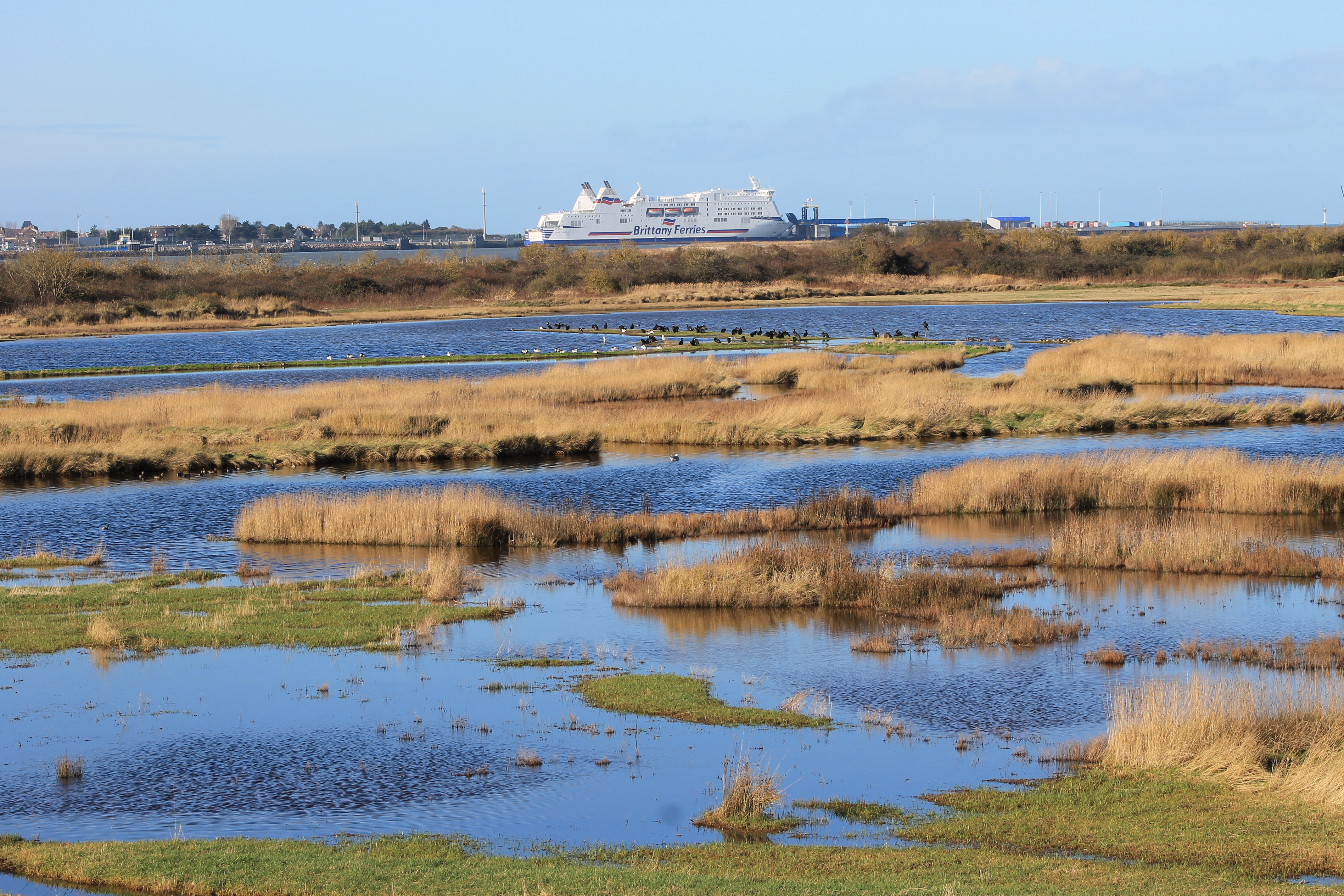
La réserve ornithologique de Gros Blanc.
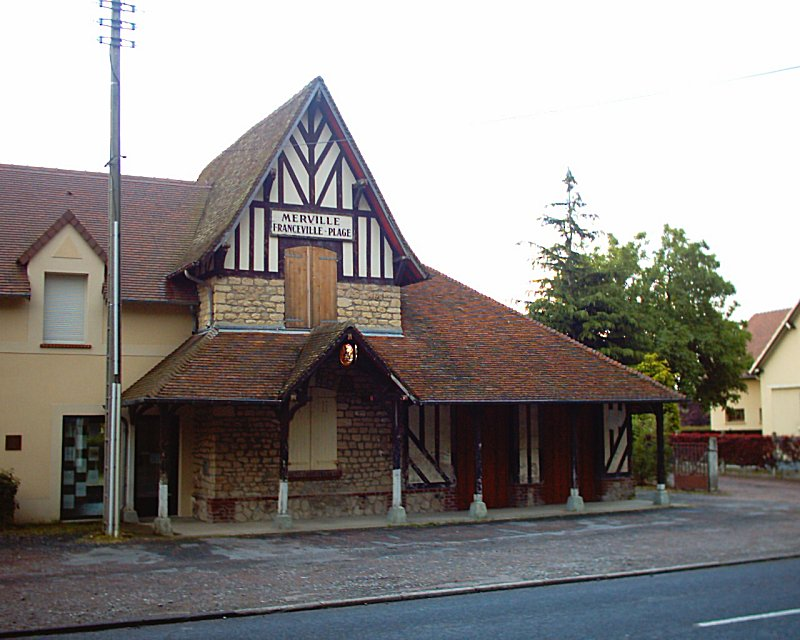
Ancienne gare des Chemins de fer du Calvados.

### Personnalités liées à la commune
- Terence Otway s'est éteint le 23 juillet 2006 près de Londres. Un hommage lui a été rendu par la municipalité le 30 juillet sur le site de la batterie de Merville en présence des autorités civiles et militaires et des Vétérans du 9e Bataillon.
- Alessandro Anzani (1877-1956), champion motocycliste italien décédé à Merville-Franceville-Plage.
- Robert Planquette possédait une villa, Les Cloches, à Merville.
- Olivier Lecerf, ancien PDG de Lafarge, est né à Merville-Franceville-Plage le 2 août 1929.

### Héraldique
| Armes de Merville-Franceville-Plage | Les armes de la commune de Merville-Franceville-Plage se blasonnent ainsi : Burelé ondé d'azur et d'argent, à l'hippocampe de gueules. |